# Хемслинген
Хемслинген (нем. Hemslingen) — община в Германии, в земле Нижняя Саксония.
Входит в состав района Ротенбург-на-Вюмме. Подчиняется управлению Ботель. Население составляет 1530 человек (на 31 декабря 2010 года). Занимает площадь 27,46 км².